# Walenstadt

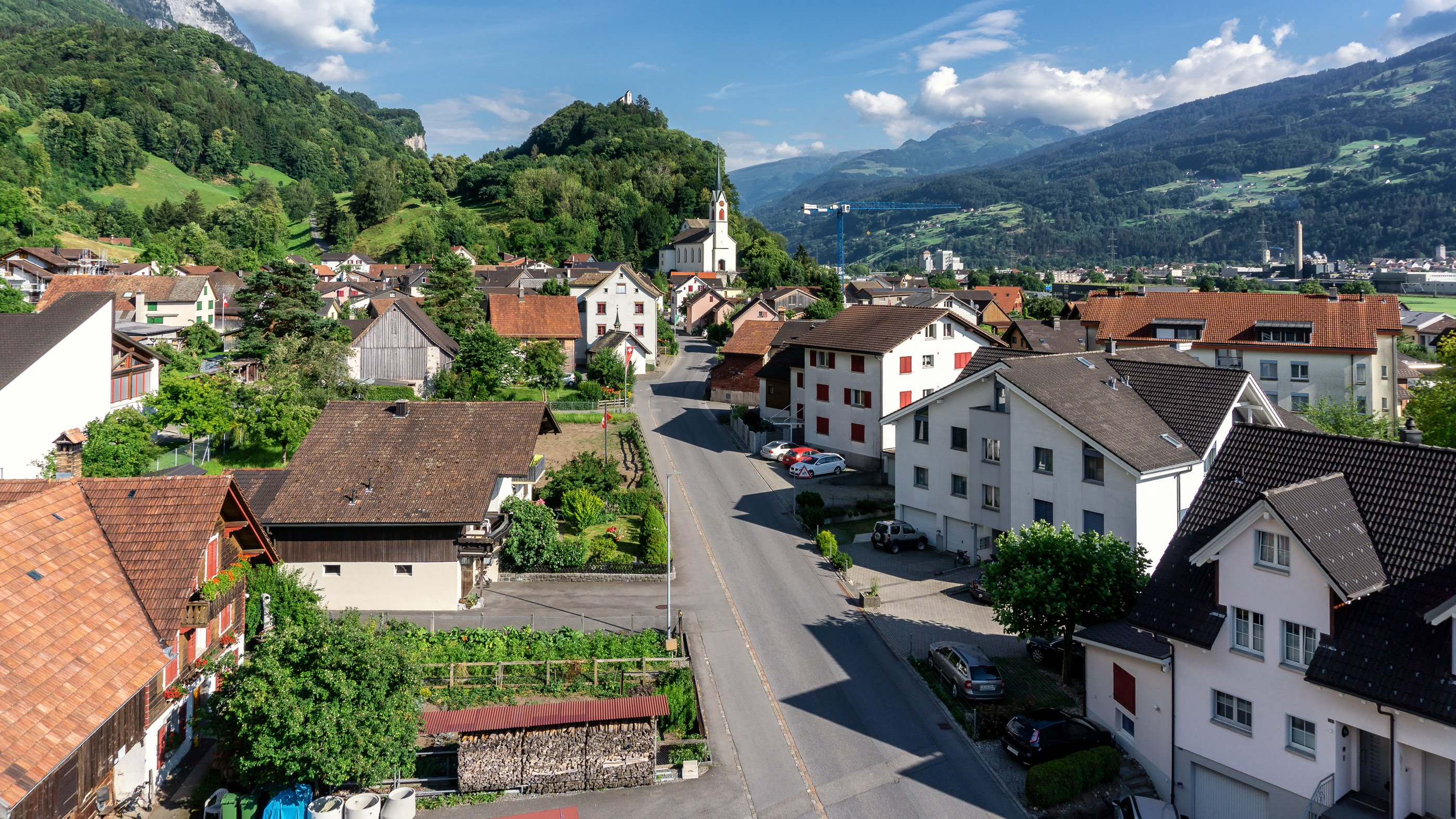
Berschis, Walenstadt

Walenstadt es una comuna suiza del cantón de San Galo, ubicada a orillas del lago de Walen. Tiene una población estimada, en 2020, de 5.705 habitantes.
Limita al noroeste con la comuna de Wildhaus-Alt St. Johann, al noreste con Grabs, al este con Sevelen y Wartau, al sur con Flums, y al suroeste y oeste con Quarten.
Está ubicada en el distrito de Sarganserland e incluye las localidades de Walenstadt, Tscherlach, Berschis y Walenstadtberg.

## Transportes
Ferrocarril
Cuenta con una estación ferroviaria donde efectúan parada trenes regionales.